# Olokun

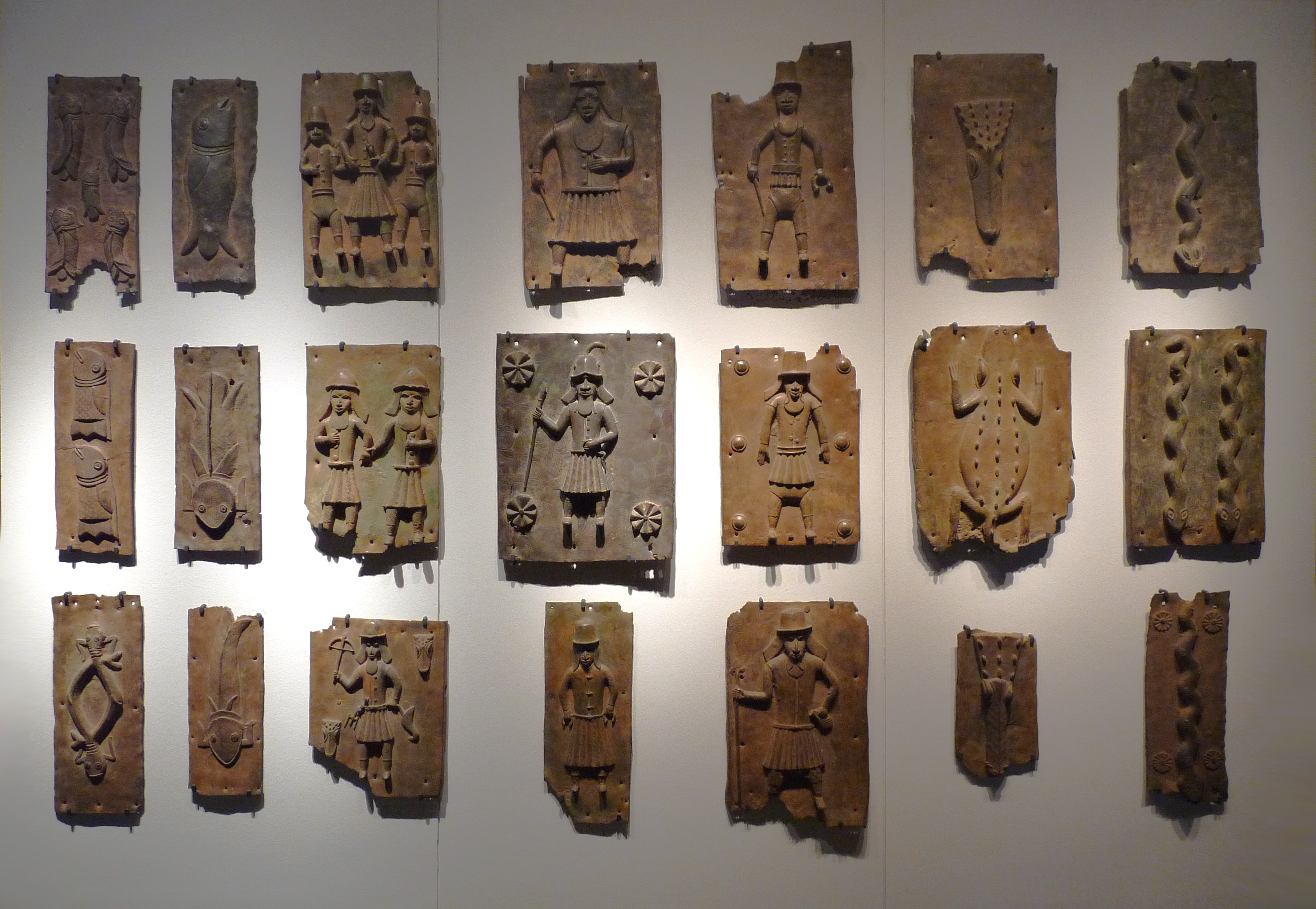
Le monde d'Olokun : poissons, crocodiles, serpents (Musée ethnologique de Berlin).

Olokun (Olóòkun) était un dieu de la mer chez les yorubas. Il possédait un royaume sous-marin qui ne cédait en importance qu'à celui d'Olorun, le dieu du ciel.Il était souvent invoqué par le peuple Yoruba bien qu'il détruisit un jour presque la totalité de la Terre. Après cette catastrophe, les Nigérians furent aidés par le demi-dieu Ifa et par Orunmila, dieu de la miséricorde.

## Culture contemporaine
La série Stargate SG-1 fait référence à Olokun lors de l'épisode 15 de la saison 5 (Rencontre au sommet) ainsi que dans l'episode 16 de la saison 7 (La fin de l'union).